# Beniamin (Basałyga)
Beniamin, imię świeckie Wasilij Basałyga (ur. 11 stycznia 1887 w Olyphant, zm. 15 listopada 1963 w Nowym Jorku) – zwierzchnik Japońskiego Kościoła Prawosławnego.

## Życiorys
Był synem emigrantów z Zakarpacia. Ukończył szkołę dla prawosławnych misjonarzy w Minneapolis w 1902, po czym został w niej zatrudniony jako instruktor klasy wstępnej. Przez kolejne trzy lata uczył w szkole parafialnej w Charleroi, następnie w Pittsburghu, ostatecznie jednak postanowił kontynuować edukację teologiczną w seminarium duchownym w Minneapolis (natychmiast po jego utworzeniu). W 1910, po wyzdrowieniu z poważnej choroby, wstąpił jako posłusznik do monasteru św. Tichona Zadońskiego w South Canaan i rok później złożył wieczyste śluby mnisze.
2 kwietnia 1911 w soborze św. Teodozjusza w Cleveland został wyświęcony na hierodiakona przez arcybiskupa Aleutów i Ameryki Północnej Platona, tydzień później przyjął w monasterze św. Tichona święcenia kapłańskie. Pracę duszpasterską prowadził m.in. w parafiach w Akron, Chicago, Hartshorn, Pueblo, Spring-Bally. W 1919 otrzymał godność igumena, zaś rok później – archimandryty. W 1920 został administratorem wszystkich placówek archieparchii amerykańskiej na terytorium Kanady. W 1923 został osobistym sekretarzem metropolity całej Ameryki i Kanady Platona.
9 września 1933 został nominowany na biskupa Pittsburgha i Zachodniej Wirginii przez Święty Synod Metropolii. Jego chirotonia biskupia odbyła się następnego dnia w soborze Opieki Matki Bożej w Nowym Jorku. Opracowywał dwujęzyczne wydanie Świętej Liturgii w językach cerkiewnosłowiańskim oraz angielskim. W 1938 z polecenie metropolity całej Ameryki i Kanady Teofila udał się na Sobór Rosyjskiego Kościoła Prawosławnego poza granicami Rosji. W 1945 otrzymał godność arcybiskupa.
Po objęciu prawosławnych struktur w Japonii jurysdykcją Metropolii Amerykańskiej (wcześniej należały one do Rosyjskiego Kościoła Prawosławnego), arcybiskup Beniamin został wybrany na ich zwierzchnika. Japońskim Kościołem Prawosławnym kierował przez sześć lat, od 1946 do 1952. Następnie powrócił do Stanów Zjednoczonych i ponownie został ordynariuszem diecezji Pittsburgha.
Pochowany na cmentarzu monasteru św. Tichona w South Canaan.